# Bicol (Fluss)

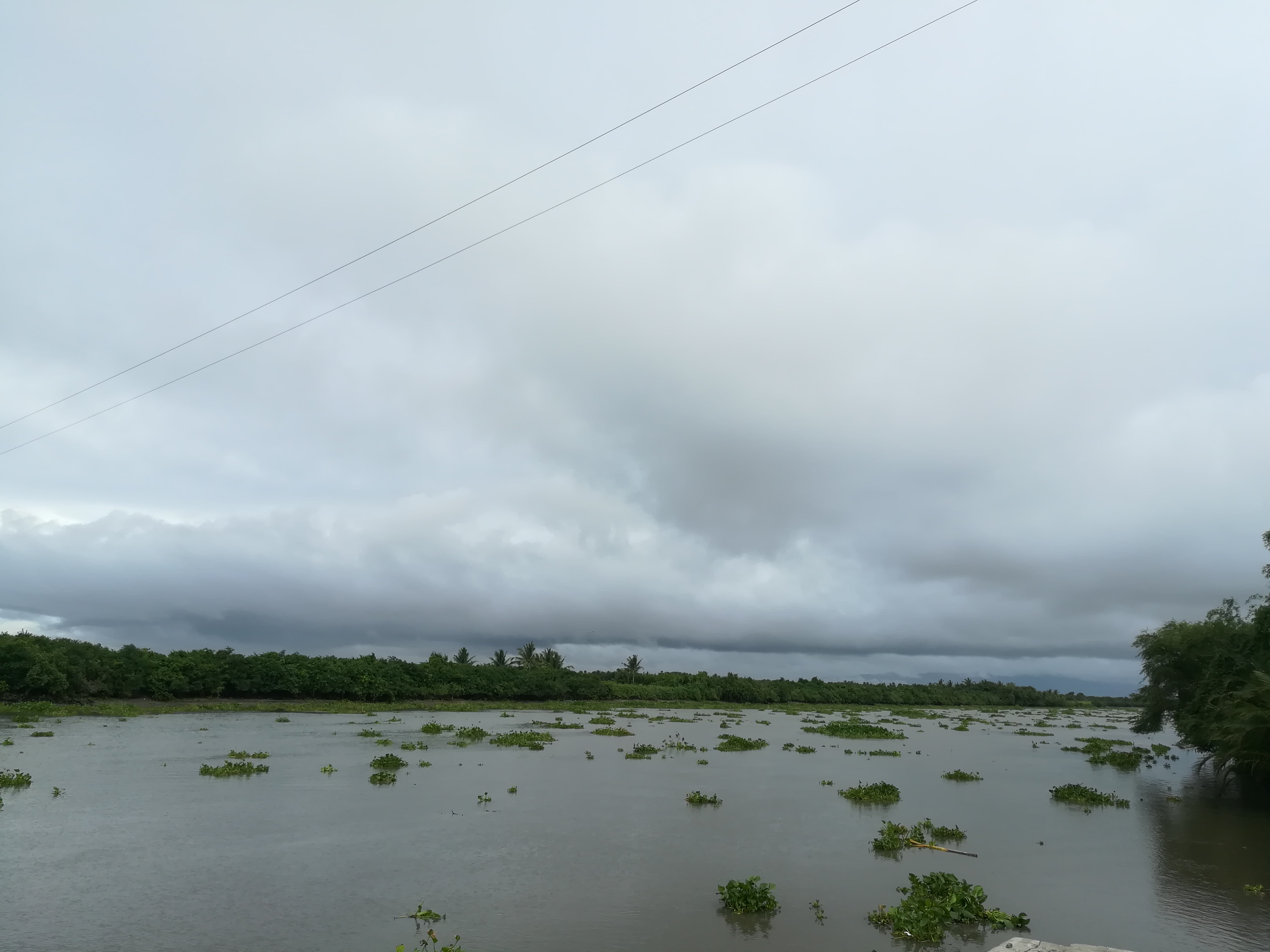
Bicol

Der Fluss Bicol ist ein Fluss im Bezirk Bicol auf den Philippinen. Er entspringt am Mount Mayon und mündet nach ca. 136 km in die San-Miguel-Bucht. Sein Wassereinzugsgebiet wird nach Norden, zur Philippinensee, begrenzt durch die Vulkane Mayon, Labo, Masaraga, Malinao und Isarog. Nach Süden wird sein Einzugsgebiet durch einen Höhenzug vom Golf von Ragay und dem Burias-Kanal getrennt. 
Er hat ein Wassereinzugsgebiet von 3.771 km², zu dem die um den Vulkan Iriga gruppierenden Seen Buhi, Bato und Baao gehören. Das Wassereinzugsgebiet erstreckt sich insgesamt über die Provinzen Albay, Camarines Sur und kleineren Teilen von Camarines Norte. Ferner liegen in seinem Becken 38 Municipalitys und drei größere Städte. Seine wichtigsten Nebenflüsse sind der Quinali, Talisay, San Francisco, Naporong, Iriga, Pawili und der Sipocot-Libmanan-Fluss. Der Wasserabfluss beträgt ca. 5.100 Mio. m³ pro Jahr. 